# Mike Kehoe
Michael Leo Kehoe (San Luis, 17 de enero de 1962) es un político estadounidense que se desempeña como el 58.° gobernador de Misuri desde enero de 2025, anteriormente fue el 48º vicegobernador de Misuri de 2018 a 2025. Es miembro del Partido Republicano.
Kehoe sirvió anteriormente en el Senado de Misuri, representando al sexto distrito senatorial del estado, y se desempeñó como líder de la mayoría de 2015 a 2018. El 18 de junio de 2018, el gobernador Mike Parson nombró a Kehoe como vicegobernador de Misuri. Tanto Parson como Kehoe fueron elegidos para un mandato completo en 2020.
Kehoe ganó la nominación para gobernador contra el senador estatal Bill Eigel y el secretario de estado Jay Ashcroft. El 5 de noviembre de 2024, Kehoe derrotó a la candidata demócrata Crystal Quade en las elecciones generales y fue investido como el 58.º gobernador de Misuri en enero de 2025.

## Primeros años de vida
Kehoe nació y creció en el área de St. Louis con su madre soltera. Era el menor de seis hermanos. Su padre abandonó a la familia cuando él tenía sólo un año. Asistió a la escuela preparatoria Chaminade College.

## Campaña para gobernador
En marzo de 2021, Kehoe anunció su intención de postularse para gobernador en 2024. En julio de 2024, había recaudado casi 13 millones de dólares y había recibido importantes donaciones de empresas que compiten por contratos estatales y de Rex Sinquefield. Los opositores criticaron a Kehoe por alquilar un autobús chárter para la campaña al lobista Jewell Patek, cuyo cliente Smithfield Foods es propiedad de la empresa agrícola china WH Group.
Tras el éxito de Kehoe en las primarias republicanas, su campaña recibió donaciones de Torch Electronics, que ha estado en una prolongada batalla legal con el estado de Missouri por sus máquinas tragamonedas no reguladas, y Good Day Farms, una empresa de cannabis. Ambas empresas son clientes del lobista Steven Tilley.

## Vida personal
A los 25 años, Kehoe comenzó a trabajar para Osage Industries, una empresa dedicada a la fabricación de repuestos para automóviles y ambulancias. Después de vender Osage Industries en 1992, compró un concesionario de automóviles en Jefferson City, Missouri, pero lo vendió poco después de entrar en política. Kehoe y su esposa Claudia son padres de cuatro hijos. Es el segundo católico romano en ocupar el cargo de vicegobernador de Missouri, siendo el primero Thomas Eagleton.